# Amares e Figueiredo
Amares e Figueiredo (llamada oficialmente União das Freguesias de Amares e Figueiredo) es una freguesia portuguesa del municipio de Amares, distrito de Braga.

## Historia
Fue creada el 28 de enero de 2013 en aplicación de una resolución de la Asamblea de la República de Portugal promulgada el 16 de enero de 2013 con la unión de las freguesias de Amares y  Figueiredo, pasando su sede a estar situada en la antigua freguesia de Amares.

## Demografía
| Gráfica de evolución demográfica de Amares e Figueiredo entre 2011 y 2021 |
|                                                                           |
| Datos según el nomenclátor publicado por el INE portugués.                |